# Mandalajaya (Maleber)
Mandalajaya is een bestuurslaag in het regentschap Kuningan van de provincie West-Java, Indonesië. Mandalajaya telt 2074 inwoners (volkstelling 2010).